# Juha (Film)
Juha ist ein Film des finnischen Regisseurs Aki Kaurismäki aus dem Jahr 1999. Der in Schwarz-Weiß gedrehte Stummfilm mit Zwischentiteln basiert auf dem gleichnamigen Roman (deutscher Titel: Schweres Blut) von Juhani Aho aus dem Jahr 1911 und ist die vierte Adaption dieser Geschichte. Während die Handlung des Romans im 18. Jahrhundert spielt, ist die Filmhandlung in den 1970er-Jahren angesiedelt. 

## Handlung
Juha und seine Frau Marja leben in einer bäuerlichen Idylle in einfachen Verhältnissen auf dem Land. Sie bewirtschaften einen Bauernhof. Eines Tages hat vor ihrem Grundstück ein Fremder (Shemeikka) eine Autopanne und bittet Juha um Hilfe. Der zeigt sich hilfsbereit und schaut sich den Wagen an. Da er für die Reparatur Ersatzteile aus der Stadt benötigt, beherbergt das Paar Shemeikka für eine Nacht. Während Juha das Auto repariert, wird seine Frau von Shemeikka verführt, der sie zudem auffordert, Juha zu verlassen und mit ihm in die Stadt zu kommen. Marja ist zunächst skeptisch, entschließt sich jedoch, nachdem sie noch einmal über ihre Situation vor Ort nachgedacht hat (sie muss den Haushalt führen und leidet unter dem patriarchal-autoritären Gehabe Juhas), ihren Mann zu verlassen. Heimlich schleicht sie sich davon und hinterlässt ihm einen Abschiedsbrief.
Im Nachhinein zeigt sich, dass Marja von Shemeikka zur Prostitution gezwungen wird und ihr Traum von einem besseren Leben in der Stadt zerplatzt. Derweil schmiedet Juha Rachegedanken und macht sich mit einer geschliffenen Axt im Gepäck auf die Suche nach seiner Frau und Shemeikka. Es kommt zum Kampf zwischen den beiden Männern. Shemeikka schießt auf Juha, der allerdings noch die Kraft hat, Shemeikka zu verfolgen und schließlich mit der Axt zu töten, bevor er selbst seinen Schussverletzungen erliegt.

## Kritik
„Ein Stummfilm nach einem finnischen Nationalepos. [...] Eine gelungene Stilübung voller (filmhistorischer) Zitate. Die kraftvolle melodramatische Wirkung wird durch eine stilsichere musikalische Untermalung verstärkt, die die Stimmungslage der Charaktere unterstreicht.“